# Борг (фільм, 1999)
«Борг» (пол. Dług) — польський драматичний фільм 1999 року режисера Кштиштофа Краузе з Робертом Ґонерою, Яцеком Борцухем та Анджеєм Хирою в головних ролях. Фільм заснований на реальних подіях, що мали місце у Варшаві на початку 1990-х років.

## Сюжет
У пошуках фінансової підтримки для започаткування бізнесу з імпорту італійських скутерів друзі з коледжу Адам і Стефан знайомляться з бізнесменом Жераром. Спочатку Жерар був дуже доброзичливим, але невдовзі він стає агресивним і починає психологічно тероризувати обох чоловіків, шантажує їх дедалі більшими сумами грошей. Не мавши змоги звернутися по допомогу до поліції, вони планують вбити Жерара.
Фільм заснований на реальній історії Славоміра Сікори та Артура Брилінського, які згодом були помилувані президентом Польщі через викриття у фільмі.

## Акторський склад
- Роберт Ґонера — Адам Борецький
- Яцек Борцух — Стефан Ковальчик
- Анджей Хира — Жерар Новак
- Цезарій Косінський — Тадеуш Фрей
- Йоанна Шурмей-Жанчинська — Бася
- Аґнєшка Вархульська — Йола
- Йоанна Куровська — сусідка

## Критика
Критик Пйотр Звєжховський порівняв «Борг» Краузе з «Потішними іграми» Міхаеля Ганеке, написавши, що обидва фільми схожі тим, що передають однакове відчуття «безсилля головних героїв, а також глядачів перед видовищем насильства, що суперечить моралі». Катажина Тарас вважає «Борг», поряд з фільмом Роберта Ґлінського «Привіт, Тересько» 2001 року, «найпохмурішим зображенням польської дійсності після 1989 року».
У 2000 році фільм отримав нагороду Польської кіноакадемії за найкращий фільм. У 2019 році Анджей Хира, який зіграв одного з головних героїв «Боргу», отримав спеціальну нагороду імені Збіґнєва Цибульського за життєві досягнення — журі підкреслило у своєму вердикті його роль у фільмі Кшиштофа Краузе 1999 року.